# Darling (sông)
Sông Darling (tiếng Anh: Darling River) là sông dài thứ ba tại Australia, với chiều dài 1.472 kilômét (915 mi) từ nguồn ở phía bắc New South Wales đến điểm hợp lưu với sông Murray tại Wentworth, New South Wales. Nếu tính theo các chi lưu liền kề dài nhất thì tổng chiều dài hệ thống sông là 2.844 km (1.767 mi), khiến nó trở thành hệ thống sông dài nhất tại Australia.
Sông Darling là tuyến đường thủy nổi tiếng nhất của vùng hẻo lánh nước Úc..

## Lịch sử
Đầu nguồn thuộc Queensland của sông Darling đã dần bị thuộc địa hóa từ năm 1815. Năm 1828, các nhà thám hiểm Charles Sturt và Hamilton Hume đã được Thống đốc New South Wales là Ralph Darling cử đi, nhiệm vụ là khảo sát dòng chảy của sông Macquarie. Họ đã phát hiện ra sông Bogan và đến đầu năm 1829, họ đã tiếp cận vùng thượng du sông Darling, và sông được đặt theo họ của Thống đốc. Năm 1835, thiếu tá Thomas Mitchell đã đi 483 km dọc sông Darling. Ông cùng những người đi cùng đã không bao giờ tiếp cận được điểm hợp lưu giữa sông Darling và sông Murray mặc dù đã nhận định một cách chính xác.
Năm 1856, Blandowski Expedition bắt đầu lên đường đến điểm hợp lưu giữa sông Darling và Murray để khám phá và sưu tập các loài cá cho Bảo tàng Quốc gia. Chuyến thám hiểm là một thành công với 17.400 mẫu vật đã được đưa đến Adelaide vào năm sau.
Mặc dù dòng chảy của sông Darling không theo quy luật, vào cuối thế kỷ 19, Darling đã trở thành một tuyến giao thông chính, những người chăn nuôi gia súc ở miền tây New South Wales đã sử dụng dòng sông là gửi len của họ bằng các tàu hơi nước từ các cảng sông nhộn nhịp như Bourke và Wilcannia đến các ga đầu cuối tại Nam Australia Morgan và Murray Bridge. Nhưng trong thế kỷ vừa qua, tầm quan trọng về vận chuyển đường thủy của sông đã suy giảm.
Năm 1992, sông Darling đã phải hứng chịu nạn tảo lam nghiêm trọng trải dài suốt chiều dài của sông. Sự hiện diện của Phosphor là yếu tố để tảo độc phát triển. Tốc độ chảy, sự nhiễu loạn, độ đục và nhiệt độ là các yếu tố khác góp phần vào sự kiện này.

## Dòng chảy
Toàn bộ hệ thống sông Murray-Darling, một trong những hệ thống sông lớn nhất thế giới, thoát nước cho toàn bộ lãnh thổ New South Wales ở phía tây Great Dividing Range, nhiều phần ở bắc Victoria và nam Queensland và một số phần của Nam Úc. Dòng chảy quanh co của sông dài hơn ba lần so với khoảng cách trực tiếp mà nó đã chảy qua.
Phần lớn vùng đất mà sông Darling chảy qua là các vùng đồng bằng và do đó tương đối bằng phẳng, có độ dốc trung bình 16 mm mỗi km. Theo quan điểm chính thức thì sông Darling bắt đầu giữa Brewarrina và Bourke tại điểm hợp lưu giữa Culgoa và Barwon; các chi lưu này bắt nguồn từ các dãy núi ở phía nam của Queensland và phía bắc New South Wales ở phía tây Great Dividing Range.
Phía đông nam của Broken Hill, các hồ Menindee từng được nối với sông Darling qua một sông ngắn. Kế hoạch hồ Menindee đã làm giảm tần suất ngập lụt tại các hồ Menindee. Do vậy có khoảng 13.800 ha Muehlenbeckia florulenta và 8.700 ha Eucalyptus largiflorens đã bị phá hủy. Các đập nước và dòng chảy thấp đã làm phân khúc hệ thống sông và cản trở các loài cá di chuyển.
Sông Darling chảy theo hướng nam-tây nam, từ vùng Viễn Tây của New South Wales, đến nơi hợp lưu với sông Murray ở ranh giới New South Wales - Victoria tại Wentworth, New South Wales.
Xa lộ Barrier tại Wilcania, xa lộ Silver City tại Wentworth và tuyến đường sắt Broken Hill tại Medindee, tất cả đều phải vượt qua sông Darling. Phần sông ở phía bắc Menindee là ranh giới của vườn quốc gia Kinchega. Phản ứng lại với trận lụt sông Murray 1956 một đập nước đã được xây dựng tại Menindee để làm dịu bớt dòng chảy từ sông Darling.
Phía bắc của sông Darling là vùng sinh thái xavan ôn đới Đông Nam Úc và ở phía tây nam của Darling là một phần của vùng sinh thái vùng lõm Murray Darling.

## Các trung tâm dân cư
Các điểm định cư chính dọc theo sông Darling gồm Brewarrina, Bourke, Louth, Tilpa, Wilcannia, Menindee, Pooncarie và Wentworth. Wentworth là cảng nội địa bận rộn nhất Australia vào cuối thập niên 1880.
Việc đi lại bằng tàu hơi nước đến Brewarrina đã lần đầu tiên thành công vào năm 1859. Brewarrina cũng là nơi gặp gỡ liên bộ lạc của những người Australia bản địa nói tiếng Darling và sinh sống trong lưu vực sông. Các bẫy cá cổ xưa trên sông đã cung cấp thực phẩm cho các thổ dân trong các dịp lễ. Những công cụ này được ước tính đã hơn 40.000 năm tuổi và đồ vật do con người tạo ra lâu đời nhất trên hành tinh.